# Joachim Wach
Joachim Ernst Adolphe Felix Wach (25 de janeiro de 1898 – 27 de agosto de 1955) foi um cientista da religião alemão de Chemnitz, que formulou a taxonomia da área como Ciência da Religião Sistemática e Ciência da Religião Empírica. Também enfatizou uma distinção entre a Ciência da Religião (Religionswissenschaft), por um lado, e a Filosofia da religião e a Teologia, por outro lado.

## Vida
Wach descendia de ambos os lados da famosa família Mendelssohn, tanto do filósofo Moses Mendelssohn quanto do compositor Felix Mendelssohn Bartholdy. Ele compartilhava o amor deste último pela música e teria herdado alguns papéis e relíquias importantes de seu antepassado. Depois de estudar em Dresden, ele se alistou no exército alemão em 1916, onde serviu como oficial de cavalaria. Após a Primeira Guerra Mundial, estudou nas Universidades de Munique, Berlim, Freiburg e Leipzig, onde obteve seu doutorado em 1922. Lecionou na Universidade de Leipzig, onde escreveu e publicou a sua habilitação para ser admitido como professor (Habilitationsschrift) de 1924, intitulada Religionswissenschaft: Prolegomena zu ihrer wissenschaftstheoretischen Grundlegung ((“Ciência da religião: introdução ao seu fundamento teórico-científico”, em português), é amplamente considerado um documento de referência no campo da Ciência da Religião.
Embora a família de Wach tenha se convertido do judaísmo ao cristianismo há muito tempo, ele foi expulso de seu cargo de professor pelos nazistas no início da década de 1930. Ele conseguiu emigrar para os Estados Unidos, onde assumiu um cargo na Brown University, primeiro como Professor Visitante de Literatura Bíblica (1935-1939) e depois como professor associado (1939-1946). Criado como luterano, tornou-se episcopal pouco depois de chegar aos Estados Unidos. Ele recebeu a cidadania dos Estados Unidos em 1946.
Wach lecionou na Escola de Divindade da Universidade de Chicago de 1945 a 1955, tornando-se professor da cadeira da área de Ciência da Religião, que acabara de ser transferida para a Escola de Divindade de sua sede anterior na Divisão de Humanidades. Em suas palestras e seus escritos, ele enfatizou um estudo abrangente da religião, com foco na experiência religiosa, práxis religiosa e comunidades religiosas.
De acordo com os Arquivos da Universidade de Chicago, Wach usou os métodos das ciências sociais para entender melhor o pensamento religioso. Desenvolvendo o campo conhecido como Sociologia da Religião, ele sustentou que o fundador de uma nova religião experimenta uma revelação iluminando o modo como o mundo funciona. Ele então começa a adquirir discípulos que se tornaram um círculo muito unido. A solidariedade dessa relação unia os discípulos e os diferenciava de outras formas de organização social. A participação no grupo exigia uma ruptura com a vida passada e suas atividades cotidianas, a fim de se concentrar no novo conhecimento na medida em que os laços de família e parentesco fossem relaxados ou rompidos.
Wach morreu inesperadamente de um ataque cardíaco (embora ele tivesse um histórico de problemas cardíacos) em 27 de agosto de 1955, em Locarno, Suíça.

## Escritos
- Der Erlösungsgedanke und seine Deutung (1922)
- Das Verstehen: Grundzüge einer Geschichte der hermeneutischen Theorie im 19. Jahrhundert (3 vols, 1926–1933)
- Religionswissenschaft: Prolegomena zu ihrer wissenschaftstheoretischen Grundlegung (1924)
- Meister und Jünger : zwei religionssoziologische Betrachtungen (1924)
- Sociology of Religion (1947)
- Types of Religious Experience: Christian and Non-Christian (1951)
- The Comparative Study of Religions (póstumo, 1958)
- Understanding and Believing: Essays (1968)
- Introduction to the History of Religions (1988: tradução inglesa de Religionswissenschaft)